# 巴爾札的軍靴
《巴爾札的軍靴》是一部曾於新潮社《月刊Comic@Bunch》連載中的日本漫畫，由中島三千恒所著。在增刊的《GoGoBunch》則連載本作的外傳作品《巴爾札的軍靴外傳 利普克奈希德流浪篇》。2022年8月9日移籍至講談社《別冊少年MAGAZINE》月刊連載。

## 故事概要
故事背景為19世紀後期，當時歐洲正處於帝國主義的全盛時期，舞台則以普魯士王國（後成為德意志帝國）為參考而設計的虛構國家——軍事大國「懷森王國」，以及其同盟國家「巴賽爾蘭德邦國」為主。本作描寫諸多當時歐洲的武器操作技術、戰術和諸多德國地方文化（如德式大鍋菜等），並於單行本後部以附錄的方式進行細部說明。
主角為在「第一次諾爾頓托蘭德戰役」中因為戰功表現優異而提早三年獲得晉升的懷森王國校官——貝倫頓·巴爾札少校，就在他軍旅事業一帆風順時，被上級隻身派至同盟國巴賽爾蘭德王國的皇家士官學校擔任軍事顧問。巴爾札勉強地接受了命令赴任，但到了當地發現，以其軍事大國懷森之軍人的眼光來看，巴賽爾蘭德是軍事上非常落後的國家，特別是訓練方式也是極為過時，巴爾札因而在相當窘迫的情況下於軍官學校開始進行教育改革，隨後也被捲入了該國的宮廷鬥爭與國際政治問題中。

## 登場人物

### 主角
- 貝倫頓·巴爾札

懷森王國陸軍特務少校，曾於第一次諾爾頓托蘭德戰役中以總參謀部團副官身份參軍，因其表現優異而早一般軍人三年晉升為校官。巴爾札在軍旅事業正一帆風順時突然被派到軍事落後的同盟國同盟國巴賽爾蘭德邦國去擔任皇家軍官學校的軍事顧問，由於巴爾札精通運用諸兵種聯合部隊而不論兵科軍予以涉入指導。
巴爾札個性大方、精明、思想活絡、作戰時得以將理性與感性分割。巴爾札在一次視察中無意間頂撞了該校的訓練長、同時也是巴賽爾蘭德的第二王子萊納、批評其戰術與教育方式過時，因而被抓至修羅場中與由犯人組成的軍隊抗戰，以證明其戰術「正確」，巴爾札在此戰中獲得成功，進而受到萊納的賞識，隨後被其捲入宮廷鬥爭的事務中，而本國懷森王國則要巴爾札以萊納牽線，發展兩國之關係。

### 巴賽爾蘭德邦國

#### 皇家軍官學校
- 帝達·修特倫茲

軍官學校砲兵科二年級學生。個性天真，為全校砲兵科成績第一名，尤其精通數學、工學和語言學。由於巴賽爾蘭德先前曾在市民示威時以大砲發射葡萄彈鎮壓的事件，導致軍校砲兵科因為害怕引起爭議而不敢進行射擊訓練，也因此，在巴爾札上任前、帝達進校後都未曾開過一砲。帝達對此很是不滿，並在接待巴爾札時告知，而後巴爾札以其機智而恢復了砲擊訓練，帝達因此對其極為崇敬。
帝達老家經營名為「修特倫茲鋼鐵廠」的兵工廠，自小便經常接觸機械，對於槍枝構造瞭解甚深，於漫畫第二集中替湯瑪士維修過槍管。帝達在修特倫茲鋼鐵廠暴動事件後，於修特倫茲鋼鐵廠下成立的子公司—「巴賽爾鐵路」擔任社長。
- 包爾·布萊托納

軍官學校砲兵科二年級學生，帝達的朋友，老家經營麵包店。
從軍的目的是希望平安退伍後能以退伍軍人的身分獲得擔任公務員的優先權。
個性比性情天真的帝達還要務實，也常以友人身份為其設想和鼓勵。
- 海爾姆德·馬克斯·馮·巴貝爾

軍官學校騎兵科三年級學生，身為學年主席的高材生。出身自名門「容克」階級，實際上是女性，為防止皇室將家族領土充公，而以男性的偽裝身份來繼承該領土，並為將來指揮領地內的騎兵隊而加入軍校，校方則以「考慮到家族背景」為由特例錄取入學。
海爾姆德對於騎兵科一再以討好市民為己任的現狀感到不滿，其他騎兵科學生也常揶揄她，將其諷稱「大小姐」（フロイライン/Fräulein），海爾姆德雖正義感強烈，但沒有什麼人望。在鎮壓行動中被巴爾札支開而沒有參與衝鋒，事後被人揶揄為「未開苞的軍刀處女」。似乎對巴爾札有好感。
- 尤根·馮·布萊特納

軍官學校騎兵科三年級學生，海爾姆德的朋友。與海爾姆德一樣有強烈的正義感，但因為其正直老實的性格與具身為軍人的特質而頗有人望。
知道海爾姆德是女生，也因為說漏嘴而導致一同參加國際會議的學生們知道真相。似乎對海爾姆德有好感。在巴澤蘭內戰中陣亡。
- 湯瑪士·里克

軍官學校步兵科一年級學生。個性軟弱、動作緩慢，常受到教官的鞭打。
- 馬賽·揚森

軍官學校步兵科一年級學生，湯瑪士的朋友。常在湯瑪士被教官教訓時將矛頭轉到自己身上來保護朋友，對於巴爾札相當崇敬。
軍校生中槍法最好的人，即使以落後的燧發槍射擊仍相當精準。
- 萊納·亞爾古斯特·比凱爾菲爾特

軍官學校的訓練長（總教官）、巴賽爾蘭德皇家第二王子。
心裡懷著「步兵是齒輪」此一舊式思想，更對他們施行極為暴力的教育，令巴爾札看不下去，稱萊納為「無能的教官」。萊納一怒之下撇開巴爾札為他國官方使節的身份將其投監，後又以派遣犯人組成的隊伍讓巴爾札施行自己的戰法，證明其主張的正確。另一方面，萊納將自己的皇家財產拿去販賣，將錢財投入軍事上，以增強國力而不受他國之控制，也正因為此一近似軍國主義的行為而在國民中沒有什麼人支持，更在背後稱萊納為「軍國的鷹犬」，皇家軍官學校就是出自萊納的意願而建立，作為私人的軍事據點。
與已淪為艾澤拉希帝國的傀儡的王兄法蘭茲對立，為將後者拉下台而與巴爾札建立起合作關係。婴儿时期，被母亲和王兄带着访问艾泽拉希帝国。正好遇上共和派游行高潮，与王兄一起被掳走。事后被艾泽拉希带回疑似是王子的婴儿多达数名，母亲亦无法确定哪一个才是真正的王子。因此，被随机作为王子领走的莱纳存在并非王室血脉的可能。
- 法蘭克·馮·包曼

校長，是一位待人和氣的老人，自巴爾札來校服務後一直為其帶來的問題所苦。
- 海克·可爾巴

軍官學校的教務主任。與校長一樣為巴爾札帶來的問題感到頭痛。喜怒不形于色，但在巴爾札以其觀察學校武器的落後而要求購買懷森武器時，對其嘲諷道：「不僅僅是軍人，也是個商人吧？」在巴爾札得罪萊納而被送入監獄時顏表喜悅。

#### 宮廷
- 萊納·亞爾古斯特·比凱爾菲爾特

詳細介紹請參照萊納·亞爾古斯特·比凱爾菲爾特
- 法蘭茲·戴奧多爾·比凱爾菲爾特

巴賽爾蘭德第一王子，為極為守舊的人物，討厭一切的改革，對於把皇家財產拿去擴軍改革的弟弟萊納感到不滿，也因如此，受到因懷森商品流於市面而生活困苦的人民的支持。法蘭茲對於懷森王國並不信任，反欲與由其叔母任女帝的艾澤拉希帝國結盟，成了其傀儡。
法蘭茲有著極為誇張的復古崇拜，身著中世紀歐洲般誇張的王侯服裝，宮廷的衛兵也被要求穿上中世紀風格的全身式盔甲，連侍女也穿著神話世界的女神服飾。真正身份是巴赛尔兰王妃访问艾泽拉希帝国时发生王子绑架事件，帝国女王用以冒充失踪王子的普通少年。由于假冒身份的把柄在手，长年受到女王要挟，被逼成为傀儡。
- 魯道夫·馮·利普克奈希德

巴賽爾蘭德宮廷樂師、前懷森陸軍第二近衛團長，也是巴爾札在陸軍大學時代的朋友。在大學時代，魯道夫曾煽動其他同學發動政變但因為巴爾札向上密報，政變歸於失敗，許多叛亂學生選擇自殺，魯道夫則失去了右眼，之後魯道夫以此在全國大肆渲染，最終促成了第一次諾爾頓托蘭德戰爭。
政變失敗後的魯道夫逃離了懷森，成了政治犯，現成了艾澤拉希帝國的陸軍上校，並聽從帝國女帝的命令，以宮廷樂師的身份待在巴賽爾蘭德皇宮中，間接控制了第一王子法蘭茲，並暗中破壞萊納的聲譽。
其父親生意失敗後從軍一段時間，期間與當前的參謀總長為好友，退伍後踏上從政之路卻在聲勢逐漸被看好的時候因不明原因自殺。
在政變時曾被拘捕數日卻又被釋放，當時的戒嚴司令為當前的參謀總長……

### 懷森王國
- 尤里·漢森

懷森陸軍軍官學校三年級學生。在第二次諾爾頓托蘭德戰爭中與巴賽爾蘭德志願團同行。受參謀總長之命，監視著巴爾札的一舉一動。令兄似乎曾是巴爾札的朋友，參與了魯道夫煽動的政變，不過政變失敗，而選擇自殺。
- 提摩·包曼

懷森陸軍軍官學校三年級學生，尤里的朋友。同樣在第二次諾爾頓托蘭德戰爭中與巴賽爾蘭德志願團同行。受參謀總長之命，監視著巴爾札的一舉一動。
- 魯道夫·馮·利普克奈希德

詳細介紹請參照魯道夫·馮·利普克奈希德

### 其他
- 尼爾森

荷貝克軍騎兵隊上尉，性格好戰，參與了賀貝施德特村近郊的港口進攻行動，指揮騎兵隊殲滅了巴賽爾蘭德義勇軍；惟在巴爾札設計的帶刺鐵絲網陣及多管齊射砲夾擊下全軍覆沒，最終在部下掩護中獨自敗走。
- 瑪利亞·露多薇卡·馮·阿道夫斯頓

艾澤拉希帝國的女帝、法蘭茲與萊納的大叔母。以將巴賽爾蘭德吞併為目的、暗中操控法蘭茲為傀儡，並接納了因政變失敗而流亡的魯道夫，將他視為自己的代理人，進駐巴賽爾蘭德。
- 海伦娜

艾泽拉希帝国的女帝的孙女，似乎真心喜歡萊納
- 安奈莉潔

女性新聞記者。目擊魯道夫煽動其他同學發動政變，知道不為人知的內幕。也是讓她想成為記者的主因。

## 登場國家
- 懷森王國

國徽為西洋龍，是一個將鐵路、電信、手動槍機的後裝式步槍、米特拉约兹多管齊射砲等技術實用化的軍事大國，在巴賽爾蘭德國內有「軍國」之略稱。給予巴賽爾蘭德軍事與經濟上的支援，最終目標是要將其併入懷森王國版圖之中。
懷森王國是個陸軍大國，陸軍對海軍的影響力甚高。
- 都黎茲 - 首都、議會和總參謀部所在地。
- 渥森道夫 - 南部最大的都市。南部鐵路的樞紐，與巴賽爾蘭德國內鐵路相連接。
- 庫雷巴登 - 都黎茲以西200公里，是一處高級保養地。

原型為普魯士王國。
- 巴賽爾蘭德邦國

國徽為皇冠，為50年前在各國民戰爭後從大帝國分裂出來的邦國，懷森王國因同文同種而視其為「同胞」。目前國家因國王生病無力主政而由第一王子攝政，加入了懷森主導的關稅同盟，並也因此與該國簽訂了軍事支援的相關協定。巴爾札赴任的軍官學校即位於該國，該國北部國境附近原駐有懷森軍，而後因為艾澤拉希帝國的介入而讓步撤軍。巴賽爾蘭德邦國在獨立以後因為已有多年未爆發戰事，導致國家軍事事務極為落後，沒有鐵路，交通仍以馬車作為主流，使用武器為前裝式鳥銃，戰法仍為落伍的线列步兵為主。
- 洛德林肯 - 工業都市、修特倫茲所在地。

國家原型為除了普魯士和奧地利外的德意志小邦國（特別是南德地區，由位置與大小來判斷應該是巴伐利亞，另有一說為薩克森）。
- 艾澤拉希帝國

國徽為獨角獸，是位於巴賽爾蘭德邦國南方的大型帝國。與懷森王國一樣，一直欲將巴賽爾蘭德邦國吞併。巴賽爾蘭德的畢肯菲爾特家族與其帝國皇室有親戚關係。
原型為奧匈帝國。
- 荷貝克王國

位於懷森王國東北處的海軍大國，因為諾爾頓托蘭德的領土爭議而與懷森處於對立關係。
- 哥騰哈根 - 首都。

原型為丹麥王國。
- 諾爾頓托蘭德公國

位於懷森和荷貝克之間的半島國家，和巴賽爾蘭德一樣被懷森視作同胞國家，自第一次諾爾頓托蘭德戰役後落入懷森的勢力範圍中。
- 賀貝施德特 - 半島西側位置的一個地區，為西部港口集中補給物資的要地。

原型為什勒斯維希－霍爾斯坦公國。
- 法雷優共和國

懷森西側的國家，與其有著50年之久的敵對關係，法雷優周圍的衛星國正處於與懷森主導的北部同盟角力。
原型為法蘭西共和國。
- 拉托夫帝國

位於懷森東方的帝國，和其有著海峽通行權問題而對立著。
原型為俄羅斯帝國。

## 用語
- 巴賽爾蘭德皇家軍官學校

巴爾札赴任的巴賽爾蘭德軍校，三年制，不問家室皆可入學。
由於與都市非常接近、相當顧慮與市民的感情，對於正規軍事訓練頗有限制，巴爾札將此比作「諂媚」。另一方面，市民對學生也頗有好感。
- 修特倫茲鋼鐵廠

迪特父親經營的兵工廠，生產了大量巴賽爾蘭德所用的鳥銃，後來萊納收購該公司，將其改作軍國形式的流水線生產，致使多名技術人員失業，加上其政敵的煽動，引發了對軍國的武裝抗議行動。
- 巴賽爾鐵路股份有限公司

修特倫茲鋼鐵廠大規模武裝抗議事件被鎮壓結束後，由該公司老闆新成立的鐵路公司，以巴賽爾蘭德和懷森人各佔一半股份經營，為巴爾札拉攏貴族與議員，爭取宮廷鬥爭有利條件的一個策略。
- 第一次諾爾頓托蘭德戰役

1863年爆發的戰爭。起自於諾爾頓托蘭德的平民要求與懷森合併而發動叛亂，之後懷森軍大舉介入，爆發戰爭。雖然起初懷森政府和軍方對於介入一事反應消極，但因為魯道夫策動政變，受鎮壓後將此事大幅宣染，連結國民感情，造成軍隊不得不介入，最終爆發戰爭，由懷森打敗荷貝克坐收。巴爾札也因為此事而與魯道夫的友情決裂。
- 第二次諾爾頓托蘭德戰爭

1870年爆發的戰爭。荷貝克艦隊對懷森施行海上封鎖，要求懷森軍自諾爾頓托蘭德撤退，兩國遂進入戰爭狀態。根據同盟協定，巴賽爾蘭德派遣了志願軍加入懷森一方參戰。
荷貝克背後有艾澤拉希帝國撐腰，並給予資金援助。

## 出版書籍
| 集數 | 新潮社        | 新潮社                                                            | 東立出版社     | 東立出版社             |
| 集數 | 發售日期      | ISBN                                                              | 發售日期       | ISBN                   |
| ---- | ------------- | ----------------------------------------------------------------- | -------------- | ---------------------- |
| 1    | 2011年7月8日  | ISBN 978-4-10-771626-2                                            | 2013年2月10日  | ISBN 978-986-317-780-7 |
| 2    | 2011年12月9日 | ISBN 978-4-10-771642-2                                            | 2013年4月25日  | ISBN 978-986-317-781-4 |
| 3    | 2012年7月15日 | ISBN 978-4-10-771671-2                                            | 2013年10月22日 | ISBN 978-986-317-782-1 |
| 4    | 2012年12月8日 | ISBN 978-4-10-771690-3（通常版） ISBN 978-4-10-771691-0（限定版） | 2014年5月6日   | ISBN 978-986-324-944-3 |
| 5    | 2013年7月9日  | ISBN 978-4-10-771712-2                                            | 2014年9月15日  | ISBN 978-986-337-126-7 |
| 6    | 2014年2月8日  | ISBN 978-4-10-771737-5                                            | 2015年2月10日  | ISBN 978-986-348-512-4 |
| 7    | 2014年12月9日 | ISBN 978-4-10-771792-4                                            | 2015年12月24日 | ISBN 978-986-382-717-7 |
| 8    | 2015年12月9日 | ISBN 978-4-10-771863-1                                            | 2017年5月4日   | ISBN 978-986-462-932-9 |
| 9    | 2016年11月1日 | ISBN 978-4-10-771933-1                                            | 2017年10月5日  | ISBN 978-986-482-371-0 |
| 10   | 2017年7月7日  | ISBN 978-4-10-771995-9                                            | 2018年12月26日 | ISBN 978-986-486-667-0 |
| 11   | 2018年5月9日  | ISBN 978-4-10-772082-5（通常版） ISBN 978-4-10-772052-8（限定版） | 2021年3月19日  | ISBN 978-957-26-1290-3 |
| 12   | 2019年8月9日  | ISBN 978-4-10-772211-9                                            |                |                        |
| 13   | 2020年12月9日 | ISBN 978-4-10-772349-9                                            |                |                        |
| 14   | 2021年9月9日  | ISBN 978-4-10-772417-5                                            |                |                        |

## 外部連結
- 軍靴のバルツァー｜連載作品｜web@バンチ（日語）